# Aspilota ruficornis
Aspilota ruficornis är en stekelart som först beskrevs av Christian Gottfried Daniel Nees von Esenbeck 1834.  Aspilota ruficornis ingår i släktet Aspilota och familjen bracksteklar. Arten är reproducerande i Sverige. Inga underarter finns listade.